# Trumslagare

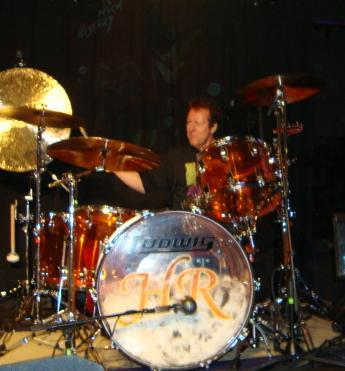
Herman Rarebell har varit trumslagare i bland annat den tyska rockgruppen Scorpions.

En trumslagare (även batterist, perkussionist eller slagverkare, populärt trummis) är en musiker som spelar trummor. Inom konstmusiken ingår slagverkaren i orkestern. Ordet trumslagare kan även avse en person som spelar ett trumset i exempelvis ett rockband, där trumslagaren brukar kallas trummis. 
Trumslagare är även en militär befattning inom Militärmusik i Sverige, där de främst spelar på virveltrumma/marschtrumma.

## Historiskt
Ordet trumslagare syftade historiskt, under 1500–1900-talet, på en trumslagare som tjänstgjorde under armén, flottan eller flyget. Vid ett normalstort infanteri- och dragonregemente fanns det i början av 1700-talet 16 st. trumslagare, 2 st./kompani. Det fanns även en högre befattning för trumslagarna, Regementstrumslagare.